# کارلوس ادواردز
کارلوس ادواردز (انگلیسی: Carlos Edwards؛ زادهٔ ۲۴ اکتبر ۱۹۷۸) یک بازیکن فوتبال اهل ترینیداد و توباگو است.
وی همچنین در تیم ملی فوتبال ترینیداد و توباگو بازی کرده‌است.